# Un coup tu la vois
Un coup tu la vois (titre original : See Me Not) est une nouvelle de science-fiction, débutant de manière dramatique et se terminant de manière humoristique, de Richard Wilson, publiée en 1967.

## Publications

### Publications aux États-Unis
La nouvelle a été publiée sous le titre original See Me Not (traduction approximative : « Regarde moi pas ») en 1967.

### Publications en France
La nouvelle est parue en langue française dans l'anthologie Histoires fausses en 1984, avec une traduction de Dominique Haas.

### Publications aux Pays-Bas, en Italie et en Allemagne
La nouvelle a été publiée :
- aux Pays-Bas, sous le titre Zie jij, zie jij, wat ik niet zie (1971) ;
- en Italie, sous le titre Non mi guardare (1972) ;
- en Allemagne, sous le titre Such mich doch (1974).

## Résumé
Avery Train découvre un jour… qu'il devient invisible ! Interloqué, il se demande comment l'annoncer à son épouse Liz. Finalement, ne pouvant pas faire autrement, il s'y résout. Contrairement à ce qu'il craignait, Liz ne le prend pas mal et se montre plus curieuse que craintive.
Au bout de quelques jours, le secret ne peut plus être gardé. Des badauds, des journalistes, viennent camper près de la maison familiale, et Avery manque d'être lynché par la foule.
Liz et lui quittent brièvement la ville. Comment l'invisibilité est-elle survenue ? Y a-t-il un responsable de cet événement ? Ils se demandent si le Laboratoire de recherche chimique situé à proximité de chez eux n'y serait pas pour quelque chose.
Plusieurs semaines après, Avery découvre que Liz... est devenue elle aussi invisible, mais volontairement ! En effet, ce sont bien les scientifiques du Laboratoire voisin qui ont découvert le secret de l'invisibilité, mais ils ont aussi découvert son antidote. Liz est parvenue à se faire devenir invisible par curiosité.
En réfléchissant, Avery parvient à la conclusion qu'il est devenu invisible à la suite de l'absorption de comprimés qu'il croyait être des comprimés d'aspirine mais qui provenaient du Laboratoire. Il rencontre son directeur, et lui annonce qu'il renoncera à toute poursuite moyennant le versement d'un million de dollars (valeur 1967). Il a une preuve : les comprimés qui restent dans le tube. 
Le directeur accepte de payer cette somme. Finalement, cette aventure d'invisibilité n'aura pas été si négative, en fin de compte !